# Pakhomovskyita
La pakhomovskyita és un mineral de la classe dels fosfats que pertany al grup de la vivianita. Rep el nom per Iàkov Alekseevich Pakhomovsky (26 de juliol de 1948, Kandalaksha, Múrmansk, Rússia), qui va fer importants contribucions a la mineralogia dels massissos alcalins de la península de Kola.

## Característiques
La pakhomovskyita és un fosfat de fórmula química Co₃(PO₄)₂(H₂O)₈. Va ser aprovada com a espècie vàlida per l'Associació Mineralògica Internacional l'any 2004, sent publicada per primera vegada el 2006. Cristal·litza en el sistema monoclínic. La seva duresa a l'escala de Mohs és 2.
Segons la classificació de Nickel-Strunz, la pakhomovskyita pertany a «08.CE: Fosfats sense anions addicionals, amb H₂O, només amb cations de mida mitjana, RO₄:H₂O sobre 1:2,5» juntament amb els següents minerals: chudobaïta, geigerita, newberyita, brassita, fosforrösslerita, rösslerita, metaswitzerita, switzerita, lindackerita, ondrušita, veselovskýita, pradetita, klajita, bobierrita, annabergita, arupita, barićita, eritrita, ferrisimplesita, hörnesita, köttigita, manganohörnesita, parasimplesita, vivianita, simplesita, cattiïta, koninckita, kaňkita, steigerita, metaschoderita, schoderita, malhmoodita, zigrasita, santabarbaraïta i metaköttigita.

## Formació i jaciments
Va ser descoberta al massís de Kovdor, a l'óblast de Múrmansk (Rússia), on ha estat trobada en grups de petites esferulites d'aproximadament 0,5 mm de diàmetre, i rosetes de cristalls tabulars que creixen sobre parets de fissures lixiviades en carbonatita dolomítica. Aquest indret és l'únic a tot el planeta on ha estat descrita aquesta espècie mineral.